# And So It Went
And So It Went è un singolo del gruppo musicale statunitense The Pretty Reckless, pubblicato l'8 gennaio 2021 e realizzato in collaborazione con il chitarrista statunitense Tom Morello. Il brano, scritto da Taylor Momsen e Ben Phillips, è il secondo estratto dal quarto album in studio del gruppo, ovvero Death by Rock and Roll.

## Il brano
Ha raggiunto il 1º posto nella classifica Mainstream Rock Songs negli Stati Uniti, divenendo il sesto brano al vertice di questa classifica del gruppo. Si è anche classificato al 5º posto nella classifica Canada Rock in Canada.

## Video musicale
Il videoclip della canzone è stato diretto da Jon J e Taylor Momsen. Inizia con un'inquadratora della chitarra Stratocaster nera di Tom Morello chiamata "Soul Power" poggiata su di uno stand, che però non appare mai personalmente nel filmato.

## Tracce
- Download digitale

1. And So It Went – 4:30
2. 25 – 5:26
3. Death by Rock and Roll – 3:54

## Formazione
Hanno partecipato alle registrazioni, secondo le note dell'album:

### The Pretty Reckless
- Taylor Momsen – voce
- Ben Phillips – chitarra, cori
- Mark Damon – basso
- Jamie Perkins – batteria

### Altri Musicisti
- Tom Morello – chitarra solista
- The Maine Academy of Modern Music – coro

## Classifiche
| Classifica (2021)                                    | Posizione massima |
| ---------------------------------------------------- | ----------------- |
| Canada (Billboard Canada Rock)                       | 5                 |
| Stati Uniti (Billboard Mainstream Rock)              | 1                 |
| Stati Uniti (Billboard Hot Rock & Alternative Songs) | 46                |